# Kirchberg (Deutschfeistritz)
Der Kirchberg ist eine Erhebung mit einer Höhe von 473 m ü. A. in der Marktgemeinde Deutschfeistritz im Bezirk Graz-Umgebung.

## Geografie und Geologie
Der Kirchberg ist Teil einer Region die als Mittelsteiermark oder als „Land vor dem Gebirge“ bekannt ist und gehört geologisch zum Grazer Paläozoikum. Er besteht aus Schöcklkalk und ist dem Übelbachtal vorgelagert. Der Berg ist eine nach drei Seiten steil abfallende Rückfallkuppe, die im Nordwesten durch einen Sattel mit dem Kugelstein verbunden ist.
Direkt am Fuß des Berges erstreckt sich das Gemeindegebiet von Deutschfeistritz, das zum Teil auf dem Alluvialboden der Mur und zum Teil auf würmeiszeitlichen Niederterrassen aus Lehm und Schotter liegt.

## Geschichte und Bebauung
Obwohl das Gelände bisher nicht archäologisch untersucht worden ist, kann man wegen der strategisch günstigen Lage sowie den Funden aus der näheren Umgebung annehmen, dass sich vom 8. oder 9. bis in das 12. Jahrhundert an der höchsten Stelle des Kirchberges eine Burganlage befunden hat. An ihrer Stelle wurde die 1297 erstmals erwähnte, gotische Pfarrkirche von Deutschfeistritz und der sie umgebende, ehemalige Friedhof errichtet.
Am südlichen Hang des Berges befinden sich mehrere künstlich angelegte Terrassen, die auf einen frühen Weinbau hinweisen. Heute befindet sich an dieser Seite ein barocker Kalvarienberg mit drei Stationskapellen, einer Kreuzigungsgruppe und einer Ölbergkapelle.
Am westlichen Hang in der Nähe der King-Höhle fand im Jahr 1949 eine archäologische Grabung statt, bei der Reste eines frühmittelalterlichen Gebäudes, vermutlich einer Eisenschmiede, freigelegt wurden.

## Bildergalerie

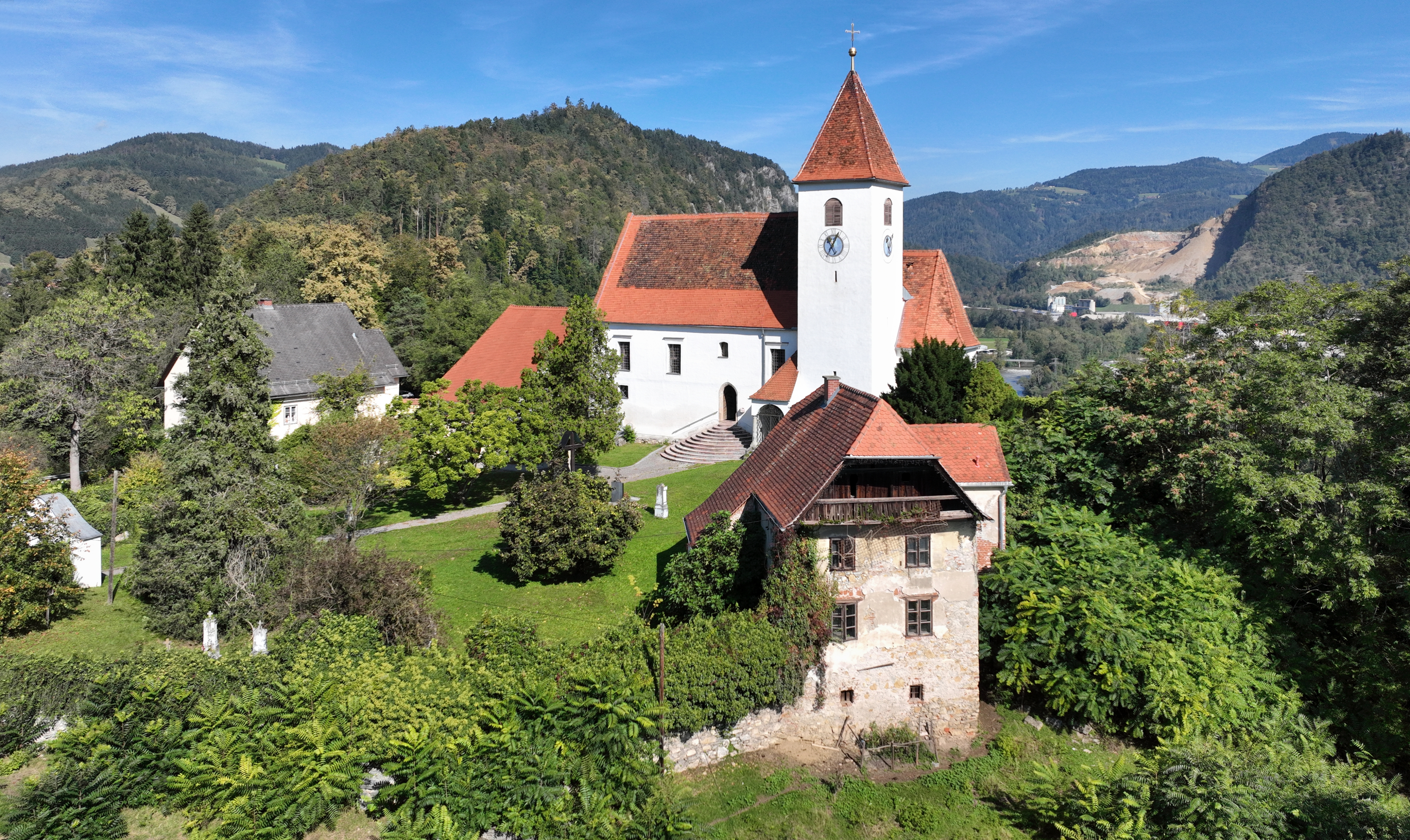
Bauensemble mit Kirche, Mesnerhaus und Pfarrhof auf dem Kirchberg
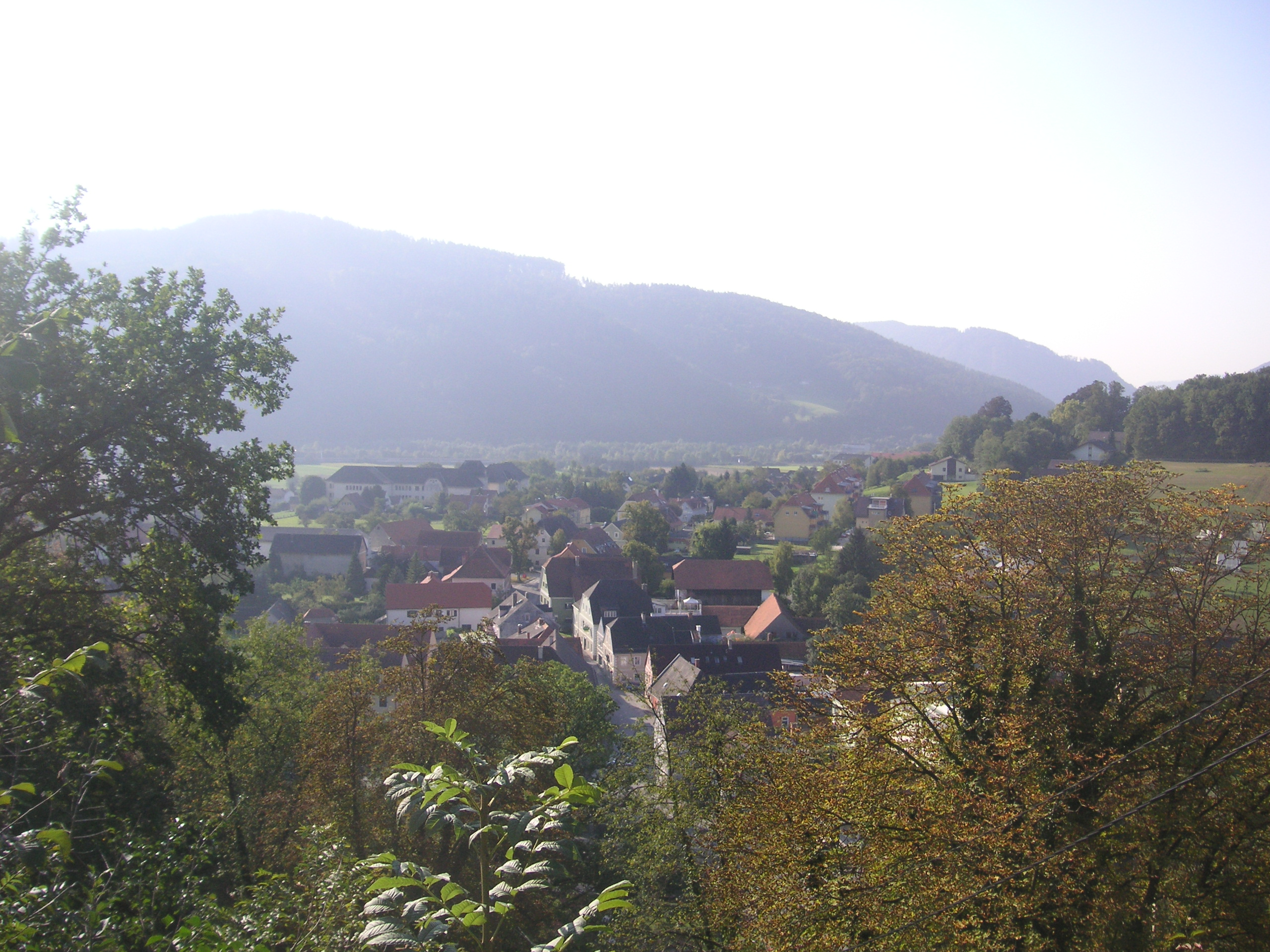
Blick vom Kirchberg auf Deutschfeistritz